# ريوغاساكي (إيباراكي)
ريوغاساكي (باليابانية: 龍ヶ崎市 ريوغاساكي-شي) هي مدينة تقع في محافظة إيباراكي، اليابان. تأسست المدينة في 20 مارس 1954.

## أعلام
- نانا سوزوكي

## وصلات خارجية
- موقع بلدية ريوغاساكي